# Cumpără acum: Conspirația shoppingului
Cumpără acum: Conspirația shoppingului (în engleză Buy Now! The Shopping Conspiracy) este un film documentar britanic care a avut premiera pe serviciul de streaming Netflix la 20 noiembrie 2024. Filmul este regizat și scris de Nic Stacey și produs de Flora Bagenal. Prezintă interviuri cu Eric Liedtke (fost director executiv la Adidas), Roger Lee (producător de îmbrăcăminte), Maren Costa (fost designer Amazon), Mara Einstein (fost director de marketing), Paul Polman (fost CEO Unilever) și alții.

## Rezumat
Prezintă modul în care marile companii cu mărci de top încearcă să-i determine pe consumatori să cumpere mai multe lucruri și cum ascund adevărul despre reciclare. Filmul mai arată cât de mult știu marile companii despre noi, consumatorii.

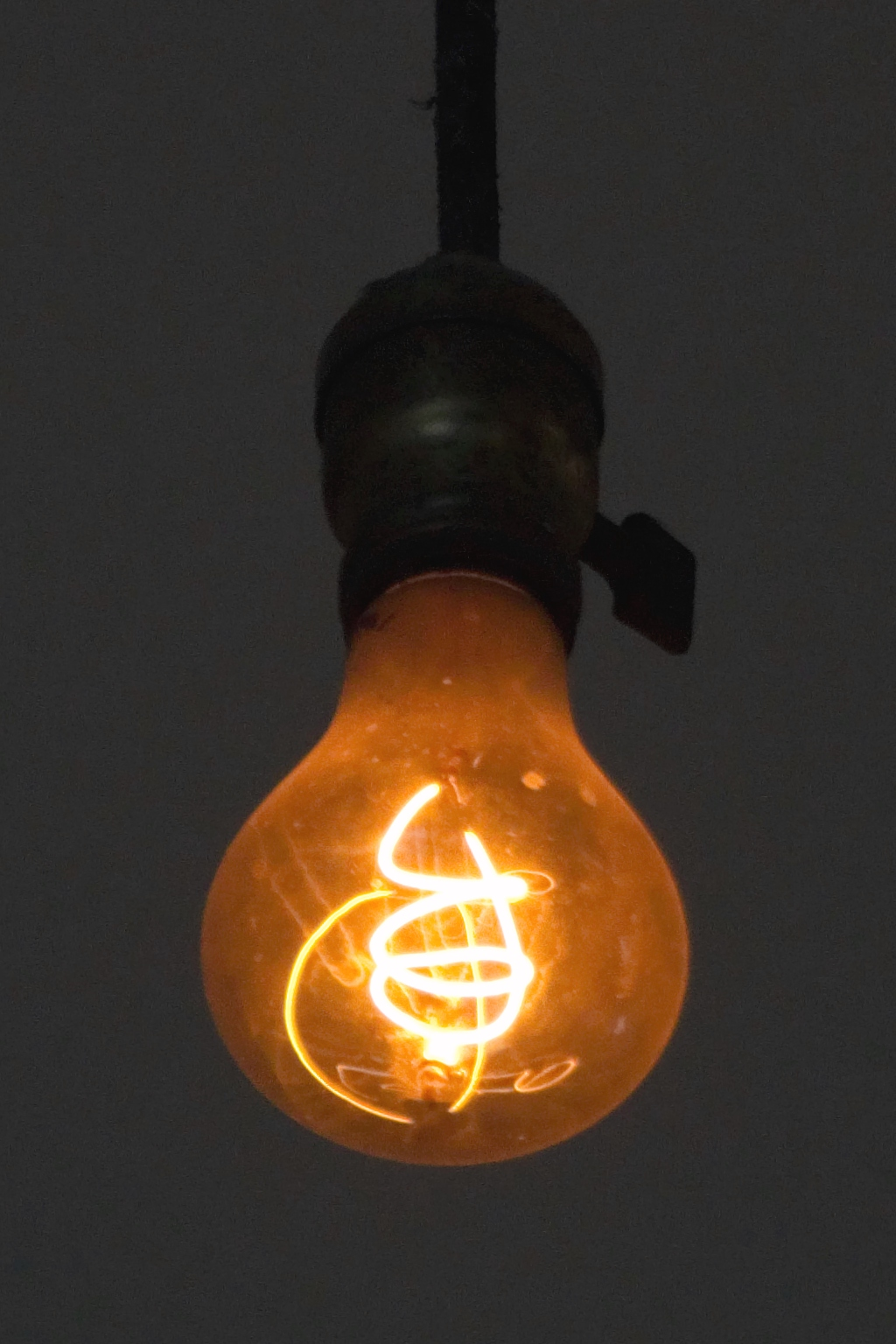
Becul vechi de peste 100 de ani (care funcționează din 1901) apare în documentar. Instalat în stația de pompieri Livermore din California, nu a fost aproape niciodată stins.

## Distribuție
- Eric Liedtke, (fost președinte de brand la Adidas)
- Roger Lee
- Maren Costa
- Mara Einstein
- Paul Polman
- Nirav Patel
- Kyle Weins
- Anna Sacks
- Jan Dell
- Jim Puckett
- Chloe Asaam
- Maria Bartiromo

## Primire
A avut premiera pe serviciul de streaming Netflix la 20 noiembrie 2024.
Revista Time a considerat filmul „un memento puternic pentru clienți înainte de Black Friday pentru cumpărături, că depozitele de gunoi și de deșeuri din întreaga lume se umplu cu haine, tehnologie și bunuri de uz casnic nedorite”.
Importanța subiectului abordat a fost remarcată în diferite recenzii.
Pe site-ul web de agregare a recenziilor Rotten Tomatoes, 81% din cele 5 recenzii ale criticilor sunt pozitive, cu un rating mediu de 0/10.